# Terschuur
Terschuur (in het Nedersaksisch ook wel: Schuurdaarp of Sjuurdaarp) is een dorp in de gemeente Barneveld, in de Nederlandse provincie Gelderland. Het dorp ligt in de Gelderse Vallei, vlak tegen de snelweg A1.
Het dorp telt, inclusief de omgeving, 1.495 inwoners (2023). Het dorp vormt een tandem met het een paar kilometer noordelijk gelegen dorp Zwartebroek; veel sociale activiteiten worden gezamenlijk ondernomen.
De buurtschap Kallenbroek ten zuiden van de A1, bij het bos- en heidegebied Erica, behoort ook tot Terschuur. Verder staat een paar kilometer ten zuiden van het dorp een korenmolen uit de 15e eeuw, "Den Olden Florus".

## Geschiedenis
Terschuur is ontstaan langs de oude Hessenweg, van Amsterdam naar Deventer. Hier bevond zich een tolhuis, dat voor belangrijke inkomsten zorgde. Boerderij "De Tolboom" doet hier nog aan denken. Het dorp is genoemd naar "Huis Terschuur", dat in 1421 door Het Sticht in brand werd gestoken.

## Religie
Binnen het dorp zijn drie kerkelijke gemeenschappen actief. Twee kerken vanuit de Protestantse Kerk in Nederland: een van hervormde en een van gereformeerde signatuur. En een derde kerk, de Hersteld Hervormde Kerk.

## Sport en recreatie
- Het dorp kent drie sportverenigingen. Voetbalvereniging "Terschuurse Boys" en korfbalvereniging "Revival" en een schietvereniging genaamd “SV De Eendracht”.
- Door Terschuur loopt de Europese wandelroute E11. De route komt vanaf de richting Amersfoort, via de brug over de A1 ten zuiden van het dorp. De route vervolgt noordwaarts, naar de buurtschap Appel.

## Cultuur
- De muziekvereniging heet Elkander Getrouw. Als thuishonk heeft de vereniging het dorpshuis De Belleman.
- Aan de Rijksweg te Terschuur is het Oude Ambachten & Speelgoed Museum gevestigd.

## Terbroek
Terschuur vormt een tandem met het 2 kilometer noordelijker gelegen veendorp Zwartebroek; in de volksmond 'Terbroek' genoemd. Veel dorpse activiteiten vinden gezamenlijk plaats, deze worden georganiseerd door Stichting Terbroek. Plaatselijk Belang Zwartebroek-Terschuur komt sinds 1925 op voor de belangen van beide dorpen.

## Geboren
- Klaas van de Bor (1913), verzetsstrijder in de Tweede Wereldoorlog
- Johan Jansen (1989), voetballer

### Afbeeldingen

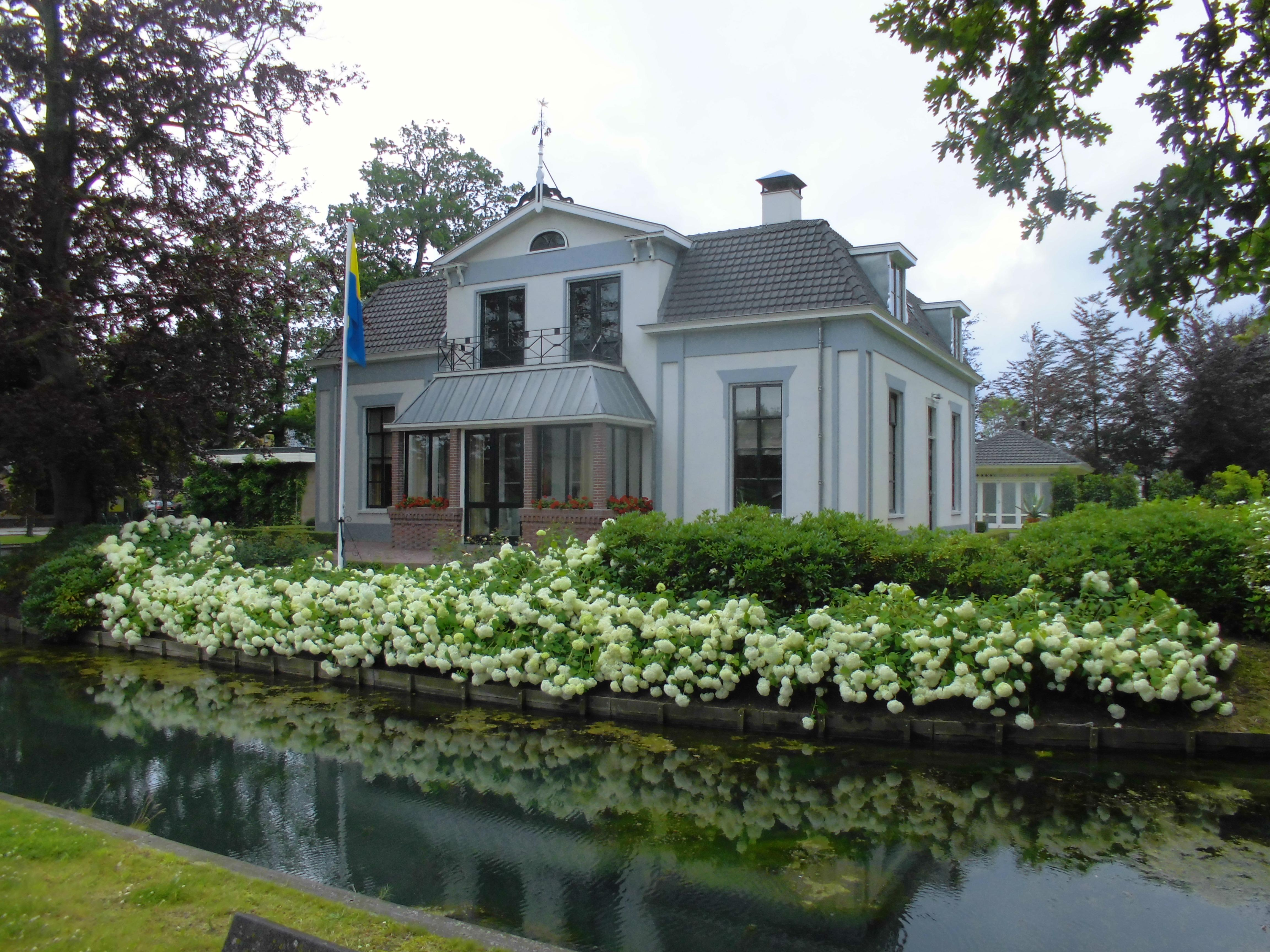
Huize Terschuer
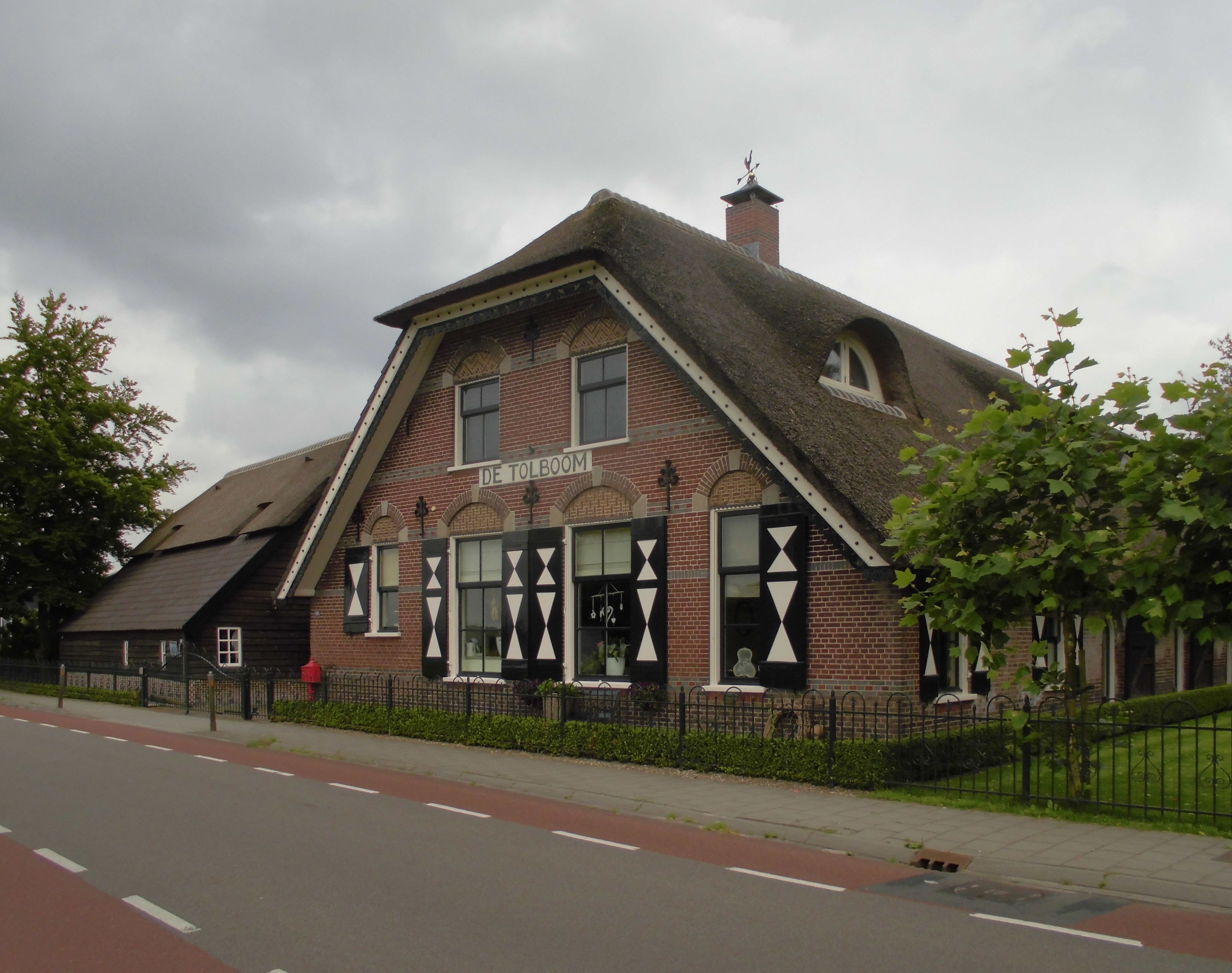
De Tolboom
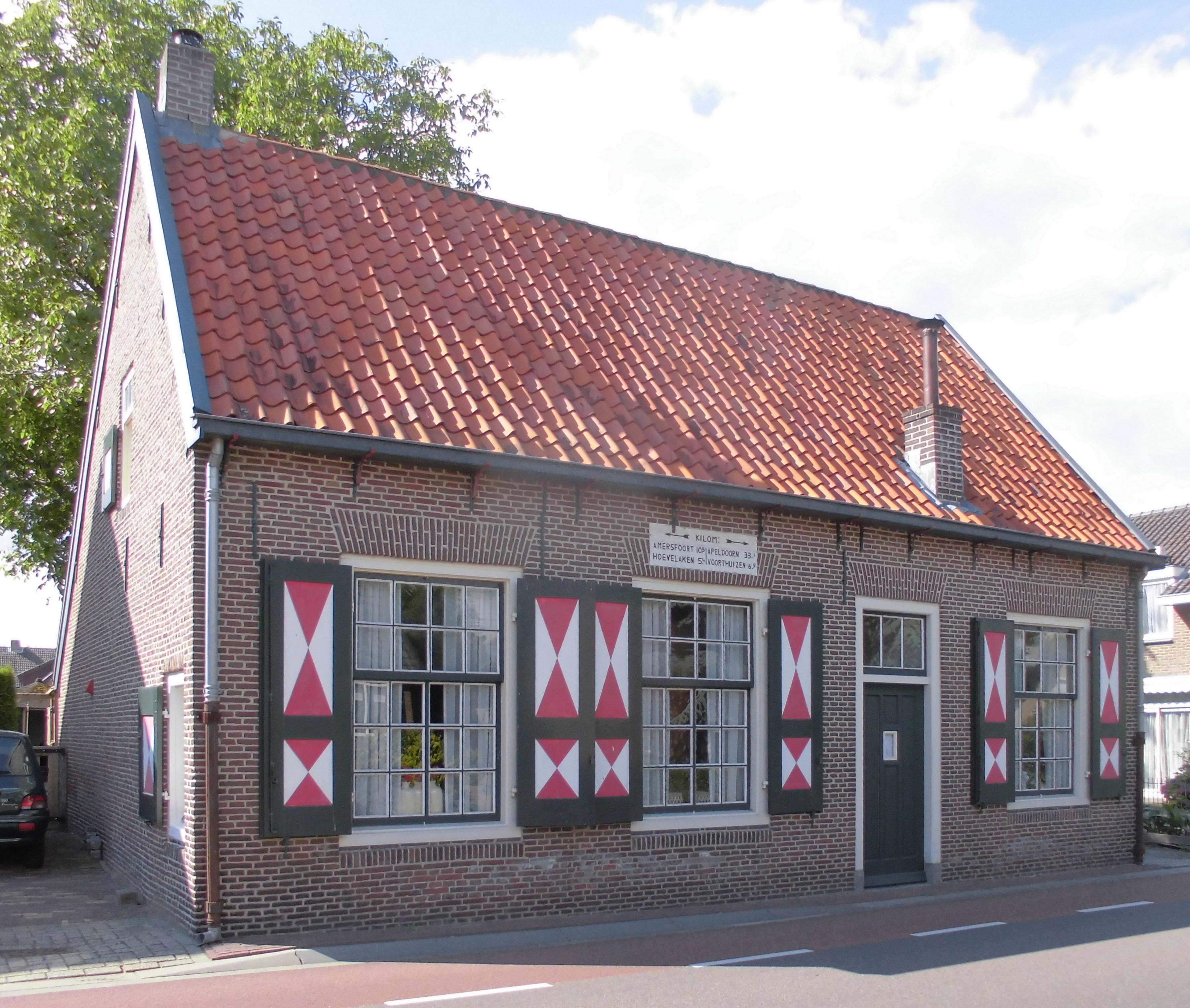
Tolhuis
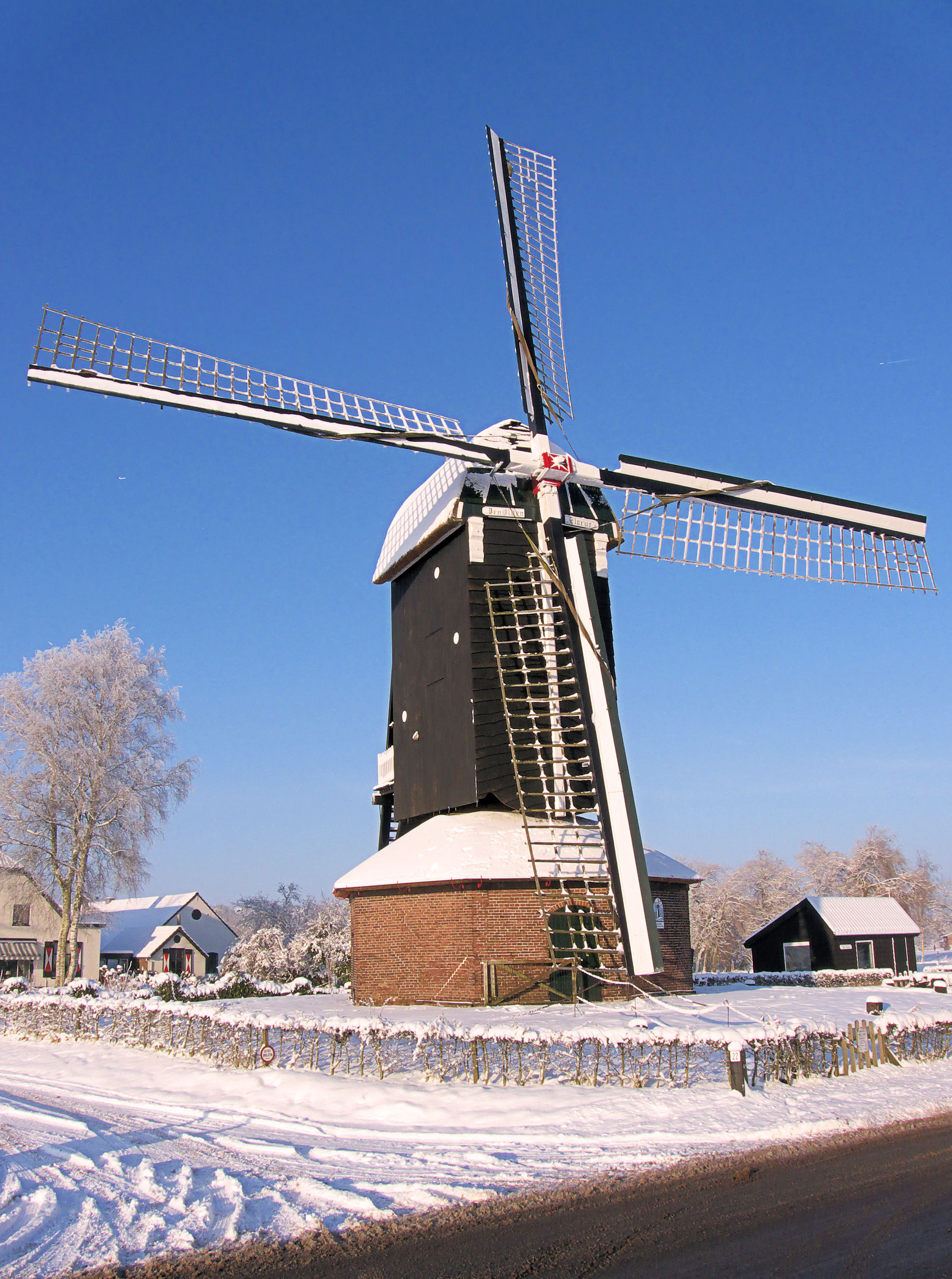
Den Olden Florus